# Kerafossar

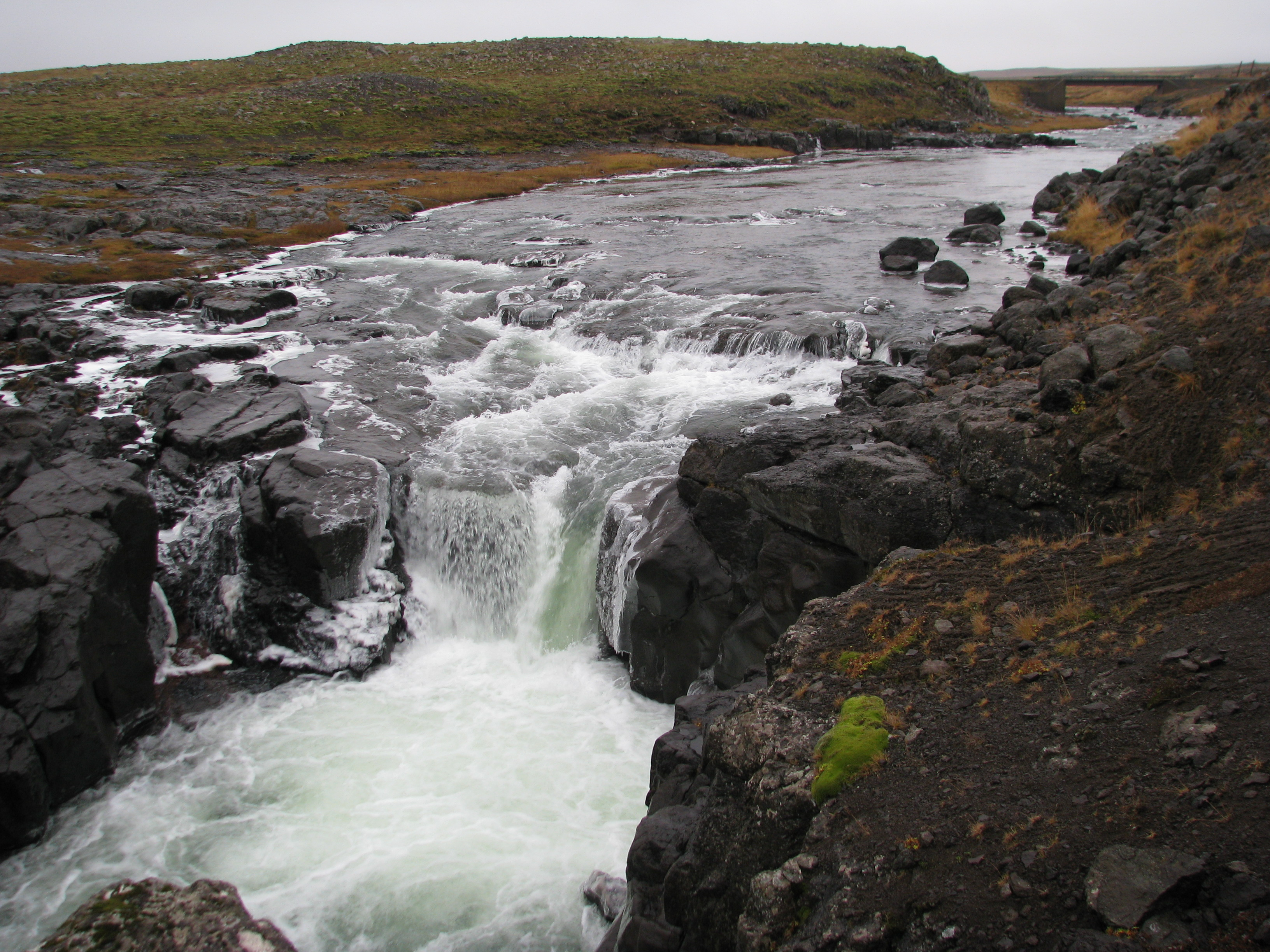
De Kerafossar, het meest stroomopwaarts gelegen.

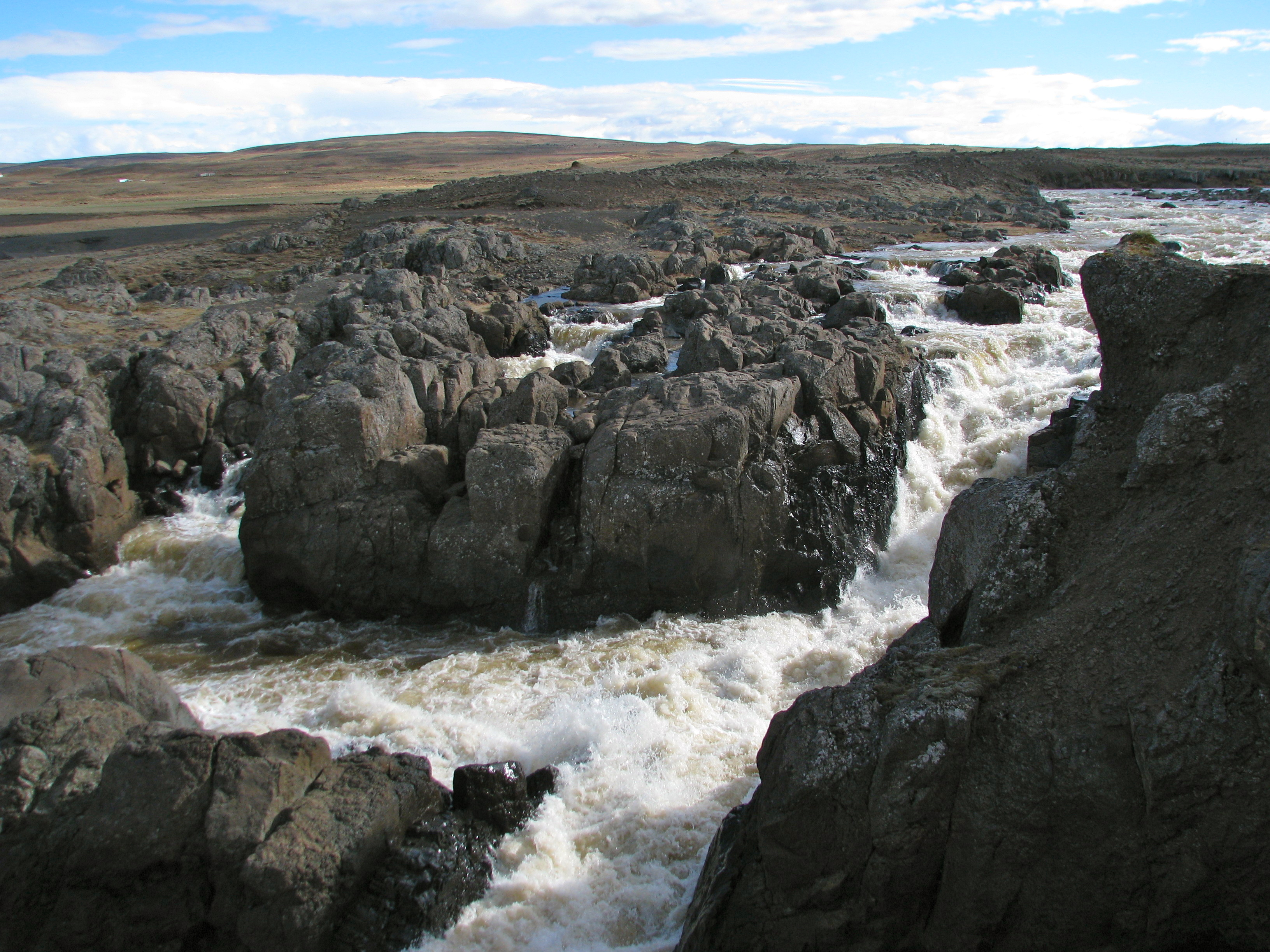
De Kerafossar, het meest stroomafwaarts gelegen.

De Kerafossar zijn twee watervallen in het noorden van IJsland. De beide watervallen liggen ongeveer 400 meter van elkaar af in het riviertje Fitjá die een aantal kilometer stroomafwaarts samen met de Víðidalsá samenvloeit. Deze Víðidalsá is even daarvoor uit de Kolugljúfur gekomen. De weg met nummer 715 kruist de Fitjá een paar honderd meter stroomopwaarts.